# Pyhäselkä
Pyhäselkä est une petite ancienne municipalité de l'est de la Finlande. Elle fait partie de la province de Finlande orientale et de la région de Carélie du Nord. Elle tire son nom de l'immense lac Pyhäselkä, étant en effet située sur sa rive orientale.
La commune borde la ville de Joensuu au sud. Elle est partagée entre un caractère rural et son statut de banlieue en croissance. Les deux centres de population principaux résument bien cette situation: Si Hammaslahti, le centre administratif, est un petit village typique de l'Est du pays (à 25 km du centre de Joensuu), Reijola, à seulement 8 km du centre-ville, a tout d'une banlieue moderne.
La commune est traversée par la nationale 6, le grand axe de l'Est de la Finlande.
Outre Joensuu au nord, les municipalités voisines sont Tohmajärvi à l'est, Rääkkylä au sud et Liperi à l'ouest au-delà du lac.
Elle a été absorbée par la municipalité de Joensuu le 1er janvier 2009.